# Fritz Lang
Friedrich Christian Anton "Fritz" Lang (5 tháng 12 1890 - 2 tháng 8 1976) là một đạo diễn, nhà biên kịch và nhà sản xuất phim người Mỹ gốc Áo.

## Tiểu sử và sự nghiệp

### Phim đã thực hiện
Là một trong những nhân vật tiêu biểu cho trường phái biểu hiện của Đức, Fritz Lang được Viện phim Anh ví như là bậc thầy của bóng tối. Tác phẩm nổi tiếng nhất của ông là bộ phim Metropolis (bộ phim câm đắt nhất khi phát hành) và M, bộ phim được ông làm trước khi chuyển tới Mỹ.